# Onjuku
Onjuku (japanska: 御宿町?, Onjuku-machi) är en landskommun (köping) i Chiba prefektur i Japan. 